# Stridsvagn m/31
Lo Stridsvagn m/31 (Strv m/31) era un carro armato leggero svedese. Era conosciuto anche con la denominazione aziendale Landsverck L-10.

## Storia
Il carro leggero fu progettato nei primi anni trenta dall'ingegnere tedesco Joseph Vollmer. Vollmer aveva precedentemente disegnato i primi carri armati tedeschi A7V e in quel momento era co-proprietario della  Deutschen Automobil-Construktionsgesellschaft (DAC). Le clausole del trattato di Versailles vietavano alla Repubblica di Weimar la progettazione e la produzione di carri armati, che quindi dovevano eseguirsi in segreto o all'estero. Proprio per fare questo l'industria meccanica Gutehoffnungshütte di Oberhausen acquisì la svedese AB Landsverk, la quale, nel 1930, riprese i progetti della DAC.
Lo sviluppo del L-10 fu portato avanti in parallelo con quello del Landsverk L-30 (Stridsvagn fm/31) ruotato/cingolato, con il quale aveva molte componenti in comune. Le forze armate svedesi ordinarono nel 1931 tre esemplari di L-10, che furono consegnati solo alla fine del 1935, ricevendo la denominazione dell'esercito Stridsvagn m/31. Pur incorporando soluzioni avanzate per il tempo, quali le corazze saldate (invece che rivettate) ed inclinate e la dotazione radio, non fu ritenuto soddisfacente e non seguirono altri ordini. All'inizio della seconda guerra mondiale i tre esemplari esistenti furono interrati ed utilizzati come capisaldi fissi.